# Matrículas automovilísticas de la República Checa

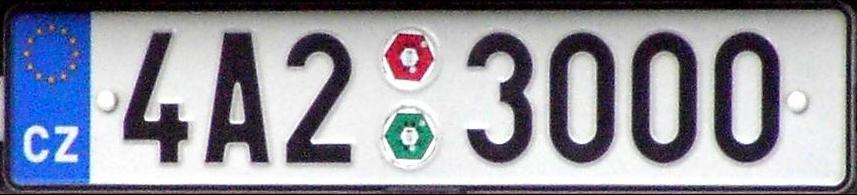
Matrícula actual checa, A = Praga.

Mapa con las regiones.

En la República Checa se emplean hoy en día dos sistemas distintos. El formato actual es el común de las placas de la Unión Europea.

## Sistema actual
Introducido en 2001, consta de una combinación de tres caracteres (cifra, letra y cifra, y últimamente también cifra, letra y letra), en la que la primera letra indica la región (kraj) de matriculación, a la que sigue un número correlativo de cuatro dígitos. A finales de 2008 se había llegado en Praga al 9A9 9999, y desde entonces se asignan matrículas con una letra después de la A, empezando por 1AA 0001.
Desde la entrada en la Unión Europea en 2004, las placas llevan a la izquierda una banda azul con las doce estrellas de la UE y la sigla internacional CZ.
Las siglas de las regiones son:
- A – Praga
- B – Moravia Meridional (Brno)
- C – Bohemia Meridional (České Budějovice)
- E – Región de Pardubice (Pardubice)
- H – Región de Hradec Králové (Hradec Králové)
- J – Región de Vysočina (Jihlava)
- K – Región de Karlovy Vary (Karlovy Vary)
- L – Región de Liberec (Liberec)
- M – Región de Olomouc (Olomouc)
- P – Región de Pilsen (Plzeň)
- S – Bohemia Central (Praga)
- T – Moravia-Silesia (Ostrava)
- U – Región de Ústí nad Labem (Ústí nad Labem)
- Z – Región de Zlín (Zlín)

## Sistema antiguo

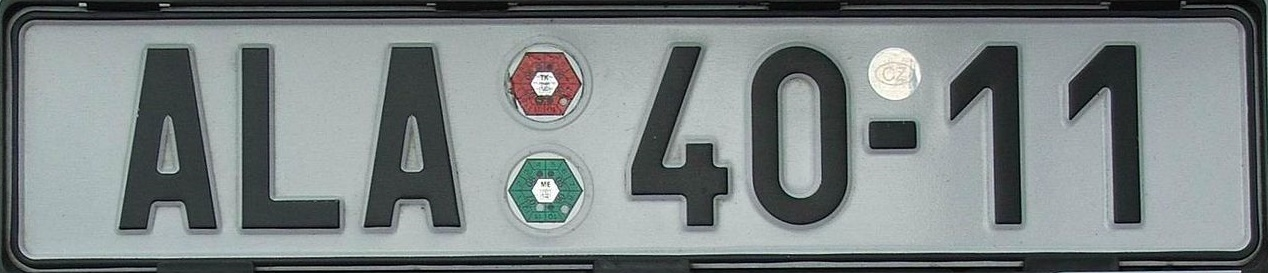
Antigua matrícula de la República Checa, A = Praga (1994-2001).

En 1960 se introdujo en Checoslovaquia un sistema basado en los distritos (okres), cuyo aspecto se modificó ligeramente en 1986. Tras la desaparición de Checoslovaquia en 1993, se efectuaron pequeños cambios. Eslovaquia introdujo un sistema propio en 1997 y Chequia en 2001. Las matrículas checoslovacas siguen siendo válidas, mientras que en Eslovaquia no se pueden usar.
Las matrículas constaban al principio de dos o tres letras, la primera de las cuales indicaba la ciudad o el distrito, a excepción de Praga que siempre ha empezado por la A. A continuación figuraban dos grupos de dos cifras separados por un guion.
La sigla internacional de Checoslovaquia era CS, que fue sustituida en 1993 por CZ y SK.

## Otras placas

### Vehículo antiguo

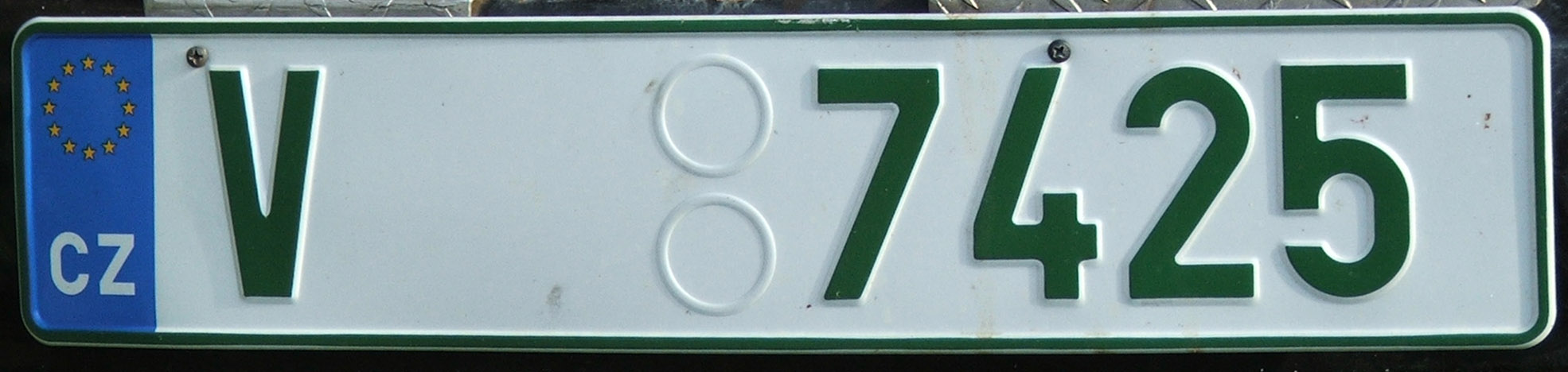
Vehículo antiguo

Actualmente, en la República Checa existen placas propias para los vehículos antiguos, las cuales tienen letras verdes sobre fondo blanco, empezando por la letra "V" (V = veterano), seguidas de 4 números.

### Exportación

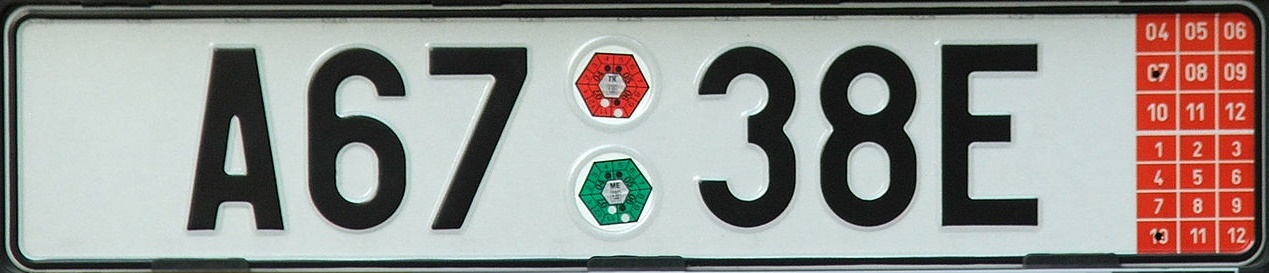
Placa de exportación

Las placas de exportación de la República Checa son iguales que las placas emitidas normalmente, aunque tienen una configuración de LNN-NNL, donde "L" son letras y "N" números. A la derecha del todo se muestra una franja roja con la época de expiración.